# 51 Ophiuchi
51 Ophiuchi (c Ophiuchi) é uma estrela na direção da Ophiuchus. Possui uma ascensão reta de 17h 31m 24.95s e uma declinação de −23° 57′ 45.3″. Sua magnitude aparente é igual a 4.78. Considerando sua distância de 426 anos-luz em relação à Terra, sua magnitude absoluta é igual a −0.80. Pertence à classe espectral A0V. Possui  planetas confirmados. Possui um sistema planetário em desenvolvimento.